# Powells Creek (Pennsylvania)
Powells Creek (auch Powell’s Creek und bis 2004 Powell Creek) ist ein 26,6 km langer Nebenfluss des Susquehanna River im Dauphin County in Pennsylvania in den Vereinigten Staaten.
Er wird durch den Zusammenfluss seines nördlichen und südlichen Armes südwestlich von Carsonville gebildet. Der Powells Creek fließt an der Nordseite von Peters Mountain in südwestlicher Richtung.
Kurz vor der Mündung des Powells Creek oberhalb der Clarks Ferry Bridge und Duncannon in den Susquehanna River kreuzt das Gewässer die Pennsylvania State Route 147.
Das Gewässer hat seinen Namen nach der Familie Powell, die sich um 1760 unweit seines Ufers niederließ.

## Belege
1. 1 2  U.S. Geological Survey. National Hydrography Dataset high-resolution flowline data. The National Map, abgerufen am 8. August 2011.
2. ↑  Powells Creek. In: Geographic Names Information System. United States Geological Survey, United States Department of the Interior, abgerufen am 19. Oktober 2015 (englisch).
3. 1 2  Edward Gertler: Keystone Canoeing. Seneca Press, 2004, ISBN 0-9749692-0-6.
4. ↑  Notes and Queries, Historical, Biographical and Genealogical, Relating Chiefly to Interior Pennsylvania. Harrisburg Publishing Company, 1895 books.google.com, S. 22.